# T-DSL-ZISP
T-DSL-ZISP (Zuführung für Internet Service Provider (ISP)) bezeichnet die regulierten Bedingungen, zu denen Internetprovider Kunden mit T-DSL-Anschlüssen der Deutschen Telekom an ihr Netz anbinden (i. e. deren Datenverkehr ihrem Netz zuführen) können, indem sie ihr Netz an regionalen Knotenpunkten mit dem Netz der Telekom zusammenschalten, womit sie diesen Kunden Zugang zum Internet anbieten können.

## Bitstrom light
T-DSL-ZISP ist eine regulierte DSL-Vorleistung und wird von Internetprovidern in Verbindung mit T-DSL-Resale-Anschlüssen genutzt, um Endkunden einen Internetzugang aus „einer Hand“ anbieten zu können. Aus funktionaler Sicht kann T-DSL-ZISP in Verbindung mit T-DSL-Resale-Anschlüssen somit als IP-Bitstromzugang angesehen werden, wobei aber aus regulatorischer Sicht diesem Produktbündel aus T-DSL-Resale-Anschluss und T-DSL-ZISP wesentliche Merkmale eines echten IP-Bitstromzugangs fehlen, da es weder entbündelt ohne Festnetzanschluss der Telekom erhältlich ist noch einen Zugang zum Endkunden mit individuellen Qualitätsparametern der Verkehrsströme (u. a. Provider-definierte DSLAM-Schaltprofile) beinhaltet, so dass der ISP damit keinen Endkunden-Internetzugang mit eigenen definierten Eigenschaften anbieten kann.

## Technik
Mit Hilfe von T-DSL-ZISP können Internet Service Provider mit eigener IP-Plattform den Verkehr von T-DSL-Kunden zugeführt bekommen. T-DSL-ZISP stellt das hierfür erforderliche Bindeglied zwischen dem Konzentrationsnetz der Deutschen Telekom und den Internet-Plattformen der ISP dar. Dabei wird der DSL-Verkehr von ungefähr 7.000 DSLAM-Standorten in einem Konzentrationsnetz gebündelt und an Breitband-PoPs an 73 Standorten übergeben. Das Konzentrationsnetz ist ATM-basierend; der Verkehr wird über Permanent Virtual Paths geführt, so dass jeder lokale DSLAM mit einem entsprechenden regionalen Broadband Remote Access Server (BRAS) verbunden ist. Der ISP kann von dort den Verkehr über Mietleitungen in sein eigenes IP-Backbone übernehmen. Die Zugänge sind PDH- und SDH-basiert und haben Bitraten von 34, 155 und 622 MBit/s sowie 2,5 GBit/s. Die T-DSL-Anschlussleitung (Verbindung zwischen Splitter und DSLAM) ist nicht Bestandteil des T-DSL-ZISP.
Der Internet Service Provider bekommt den Verkehr als offene L2TP-Tunnel übergeben, so dass die PPPoE-Sessions des Endkunden beim ISP terminiert werden können. Aus Sicht des Endkunden besteht also eine direkte Verbindung zum ISP, von wo aus Verbindungen zu Servern und Inhalten im Internet hergestellt werden können. Die Autorisierung einer Verbindung liegt in der Hand des ISP, und der ISP ist völlig frei, welche Services er den Endkunden anbietet.

### Alternativen zur Anbindung von T-DSL-Kunden
T-DSL-ZISP ist für Internet Service Provider geeignet, die schon einen weitverzweigten IP-Backbone haben, der bis in die Nähe der Broadband Remote Access Server reicht. Sie müssen nicht noch zusätzlich auf die weitere Dienstleistung der Deutschen Telekom, den IP-Verkehr zu routen, zurückgreifen, wofür die Telekom unregulierte Angebote wie ISP-Gate und T-OC-DSL an die Zugangsanbieter vermarktet.